# Hans Dorfner
Hans Dorfner (Undorf, 3 de Julho de 1965) é um ex-jogador de futebol alemão. Pela Seleção Alemã-Ocidental, onde jogou de 1987 a 1989, Dorfner participou da Eurocopa 1988.

## Títulos
- Campeonato Alemão (3): 1987, 1989, 1990
- Copa da Alemanha (1): 1984
- Supercopa da Alemanha (2): 1987, 1990